# Aeroportul Internațional Kiev Juleanî
Aeroportul Internațional Kiev Juleanî (IATA: IEV, ICAO: UKKK) este un aeroport din Zhuliany⁠(d), Kiev, Ucraina ce deservește zona Kiev. Aeroportul a fost tranzitat în 2021 de 1.418.153 de pasageri. A fost deschis în 1924 și numit după zona deservită.
Situat la o altitudine de 179 m, aeroportul dispune de 1 pistă.

## Infrastructură

### Piste
Aeroportul dispune de o singură pistă. Pista 08/26 are suprafața de asfalt și dimensiunile 2.310 m × 45 m. 